# Ha a pokol elszabadul (1)
A Ha a pokol elszabadul (1) (All Hell Breaks Loose (1)) az Odaát című televíziós sorozat második évadjának huszonegyedik epizódja.

## Cselekmény
A Winchester fiúk egy út menti bárnál állnak meg, és míg Sam bemegy, hogy hozzon valami kaját, Dean a kocsiban várakozik. Váratlanul azonban démonok közeledtét jelző elektromos zavarok jelennek meg a környéken, így Dean öccse után rohan, ott azonban meglepő látvány fogadja: Samnek nyoma veszett, az összes benn lévő ember halott, a földön pedig démonokra utaló ként talál.
Sam egy elhagyatott erdei városban ébred, ahol néhány hozzá hasonló, különleges képességű fiatallal találkozik: Jake-kel, aki hatalmas erővel rendelkezik; Lily-vel, aki érintésével képes embert ölni, és a már korábban megismert Avával és Andy-vel. Mindannyian azt állítják, hogy szerintük elrabolták őket.
Az ötfős csapatra néhány pillanat múlva egy démon rátámad, ám Samnek egy ezüst rúddal sikerül elzavarnia. A kétségbeesett Lily elhatározza, elhagyja a környéket, ám indulás után nem sokkal a többiek felakasztva találnak rá.
Ez idő alatt Dean Bobby-val öccse holléte után kutat, amikor Ash hívja telefonon, és azonnal a kocsmához hívja, mivel állítása szerint valami nagyon őrületes dolgot talált. A két vadász ugyan a hacker kérésére a helyszínre siet, ahol azonban már csak a felrobbantott kocsma maradványait találják, köztük Ash és több vadász holttestével.
Sam Andy segítségével a gondolatán keresztül el tud juttatni Deanhez egy víziót, melyben a város harangja látható, így ennek alapján Bobby rájön, hogy Sammy egy dél-dakotai elátkozottsága miatt elhagyatott városban, Old Oakban van.
Eljön az éjszaka, Samet álmában pedig Azazel látogatja meg: visszarepíti őt a múltba, és megmutatja neki, hogy hat hónapos korában véletlenül ölte meg anyját, mivel az rájuk nyitott, amikor a kis Sammy-t démonvérrel itatta meg. A démon közli a fiúval, hogy meg kell küzdenie a többi kiválasztott fiatallal, és a győztes fogja majd vezetni a Pokol seregét, elhagyni a környéket pedig nem lehet, majd eltűnik.
Ava időközben eltűnik a menedékként szolgáló házból, így Jake és Sam a keresésére indul. Mialatt Andy egyedül van, Ava visszatér, és valamilyen különleges képessége folytán a házhoz irányít egy démont, és megöleti vele Andy-t. Néhány pillanattal később Sam is visszatér, és elmondja neki Ava, hogy már rengeteg különleges képességű embert megölt eltűnése óta, majd ismét ide akarja hívni a démont. Azonban Jake is megjelenik és eltöri a lány nyakát, így megölve Avát, sikerül elkergetnie az általa irányított szörnyeteget.
Az utolsó két kiválasztott tanakodni kezd, elhagyják-e a várost, Jake végül arra a megoldásra jut, hogy a Sárgaszemű démon szavai szerint mérkőzzenek meg a túlélésért. Sam ugyan ezt ellenzi, Jake rátámad, és hatalmas ereje segítségével felülkerekedik a fiún. Az összecsapás során azonban Samnek sikerül fordítania, így leüti ellenfelét.
Időközben Dean és Bobby is megérkeznek, ám ekkor az eszméletlennek hitt Jake megragad egy tőrt, és hátba szúrja vele Samet. A menekülő férfit Bobby üldözőbe veszi, Dean pedig öccse segítségére siet, ám már nem tud mit tenni: Sam meghal…

## Természetfeletti lények

### Azazel kiválasztottjai
Azazel már 1973-ban kitervelte, hogy különleges képességű gyermekeket fog teremteni, hogy azok közül felnőttként majd egy vezesse a Pokol seregét. A sárgaszemű 1983-ban az éppen hat hónapos csecsemőket saját démoni vérével itatta meg, így azoknál 23 éves korukban speciális képességek kezdtek el jelentkezni.
Azazel kiválasztottjai:
- Andrew "Andy" Gallagher: emberek irányítása a gondolattal
- Ansem Weems: emberek irányítása a gondolattal
- Ava Wilson: látomások, démonok irányítása
- Jake Talley: szuper fizikai erő, emberek irányítása a gondolattal
- Lily Witherfield: érintéssel képes embert ölni
- Max Miller: telekinézis
- Rose Holt: gondolatolvasás
- Sam Winchester: látomások, telekinézis, különleges védekezés, démonok kiűzése az emberből és visszaküldése a Pokolba
- Scott Carey: elektromosság irányítása

### Démonok
A démonokat a folklórban, mitológiában és a vallásban egyaránt olyan természetfeletti lényként, gonosz szellemként írják le, melyeket meg lehet idézni, és irányítani is lehet. Közeledtüket általában elektromos zavarok jelzik, maguk mögött pedig ként hagynak.

## Időpontok és helyszínek
- 2007. tavasza – Cold Oak, Dél-Dakota

## Zenék
- Long Time – Boston
- Stand By Your Man – Tammy Wynette
- Carlin Production Music – Wrapped Around your Finger

## Külső hivatkozások
- Supernatural-All Hell Breaks Loose (1) az Internet Movie Database oldalon (angolul)